# Eysenhardtia punctata
Eysenhardtia punctata là một loài thực vật có hoa trong họ Đậu. Loài này được Pennell miêu tả khoa học đầu tiên.